# Michelle Gurevich
Michelle Gurevich est une auteure-compositrice-interprète russo-canadienne, également connue sous le nom de scène Chinawoman. Sa musique est influencée par son héritage russe et a été qualifiée de sadcore, de rock slowcore et de lo-fi pop,. Sa plus grande base de fans se trouve actuellement en Europe de l'Est,, quoiqu'elle s'étende partout en Europe et en Amérique.
Dérivant entre des motifs rétro grandioses et une sincérité surprenante, les chansons de Michelle Gurevich sont tragi-comiques, mélodiques, sentimentales et incarnent un glamour ténébreux. Elle allie humour et réalisme sombre dans des ballades intimes livrées avec des paroles coupantes et fatalistes.

## Biographie
Michelle Gurevich est née à Toronto, en Ontario, au Canada, de parents immigrants russes et a été élevée avec le russe comme langue maternelle. Son père a été ingénieur à Leningrad, au temps de l'Union Soviétique, et sa mère une ballerine du Kirov (aujourd'hui du Théâtre Mariinsky à Saint-Pétersbourg) – sujet de sa chanson Russian Ballerina,,.
Elle voulait à l'origine devenir cinéaste et a travaillé dix ans dans cette industrie avant de se tourner vers la musique. « J'ai finalement essayé d'écrire une chanson et j'ai trouvé que c'était non seulement moins cher mais aussi beaucoup plus facile d'obtenir un bon résultat,. »
Chinawoman a commencé sa carrière « à la maison » en 2005,. Elle choisit le nom de scène Chinawoman comme "une blague impulsive" quand le service GarageBand d'Apple lui demanda un nom de scène,.
Michelle Gurevich a cité Alla Pugacheva, Adriano Celentano, Charles Aznavour, Yoko Ono, Francis Lai, Nino Rota, Xavier Dolan, Todor Kobakov, Jennifer Castle et le cinéaste Federico Fellini comme ayant influencé sa musique,.
En 2012, Lovers are Strangers a été la chanson thème du film letton Kolka Cool (en).
En 2013, Russian Ballerina a illustré une publicité pour le Nokia Lumia 1020.
En 2014, les chansons Party Girl et I'll Be Your Woman sont présentes dans la bande originale du film français Party Girl.

## Discographie

### Singles
- 2008 : Russian Ballerina
- 2012 : Pure at Heart
- 2013 : Kiss in Taksim Square

### Albums studio
| Titre                            | Détails                                                                               |
| -------------------------------- | ------------------------------------------------------------------------------------- |
| Party Girl                       | - Sortie : 1er avril 2007 - Label: Self-released - Formats: CD, téléchargement, LP    |
| Show Me the Face                 | - Sortie : 25 mars 2010 - Label: Self-released - Formats: CD, digital download, LP    |
| Let's Part in Style (en)         | - Sortie : 24 février 2014 - Label: Self-released - Formats: CD, digital download, LP |
| New Decadence                    | - Sortie : 28 septembre 2016 - Label: Self-released - Formats: digital download, LP   |
| Exciting Times                   | - Sortie : 9 novembre 2018 - Label: Self-released - Formats: CD, digital download, LP |
| Ecstasy in the Shadow of Ecstasy | - Released: 15 May 2020 - Label: Self-released - Formats: CD, digital download, LP    |